# Borsuk (Skamieniałe Miasto)
Borsuk – ostaniec w Grupie Borsuka, w rezerwacie przyrody Skamieniałe Miasto, na Pogórzu Ciężkowickim, w mieście Ciężkowice w województwie małopolskim, w powiecie tarnowskim, w gminie miejsko-wiejskiej Ciężkowice.
Jest to ostatni, najwyżej położony z ostańców tej grupy. Rozcięty jest szczeliną skalną, którą prowadzi szlak turystyczny. Mająca pionowe ściany szczelina skalna przypomina wąską uliczkę miasta. Nazwa skały pochodzi od jej kształtu przypominającego borsuka.
Istnieje legenda związana z tą skałą. Według niej pewien bogaty i bardzo chciwy rycerz zakopał tutaj swoje zdobyte na wojnie skarby i pilnował je dniem i nocą, by ktoś mu ich nie ukradł. Pilnował tak zawzięcie, że zmarł z głodu, gdy skończyła mu się żywność. Za karę został zamieniony w borsuka – podobną do ciała borsuka przybrał postać pilnowania skarbu. Istnieje też inna wersja tej legendy. Według niej rycerz nie zmarł z głodu, lecz został za karę zamieniony w kamień, gdy w nocy zdrzemnął się i przestał czuwać. Borsuk widziany od góry przypomina swoim kształtem fotel burmistrza magistratu, stąd też czasami nazywany bywa „Fotelem”.
W rzeczywistości zaś skała powstała w wyniku selektywnego wietrzenia. Zbudowana jest z piaskowca ciężkowickiego, który powstał w wynik sedymentacji osadów na dnie dawnego Oceanu Tetydy. W okresie polodowcowym piaskowiec ten podlegał wietrzeniu. Najbardziej na wietrzenie narażone były płaszczyzny spękań ciosowych, przetrwały zaś fragmenty najbardziej odporne na wietrzenie. Doprowadziło to do powstania różnorodnych, izolowanych od siebie form skałkowych. W procesie ich powstawania odegrały rolę również powierzchniowe ruchy grawitacyjne i obrywy, które powodowały przemieszczenia się niektórych ostańców i ich wychylenia od pionu.
Pomiędzy skałami Grupy Borsuka prowadzi znakowany szlak turystyczny. Wędrówkę nim można rozpocząć od parkingu znajdującego się w odległości około 1 km od centrum Ciężkowic, po lewej stronie drogi wojewódzkiej nr 977 z Tarnowa do Gorlic.
Borsuk to skała nadająca się do boulderingu. Jest na niej 13 dróg wspinaczkowych (baldów) o trudności od 5 do 6c w skali francuskiej. Wspinanie jednak jest zabronione.

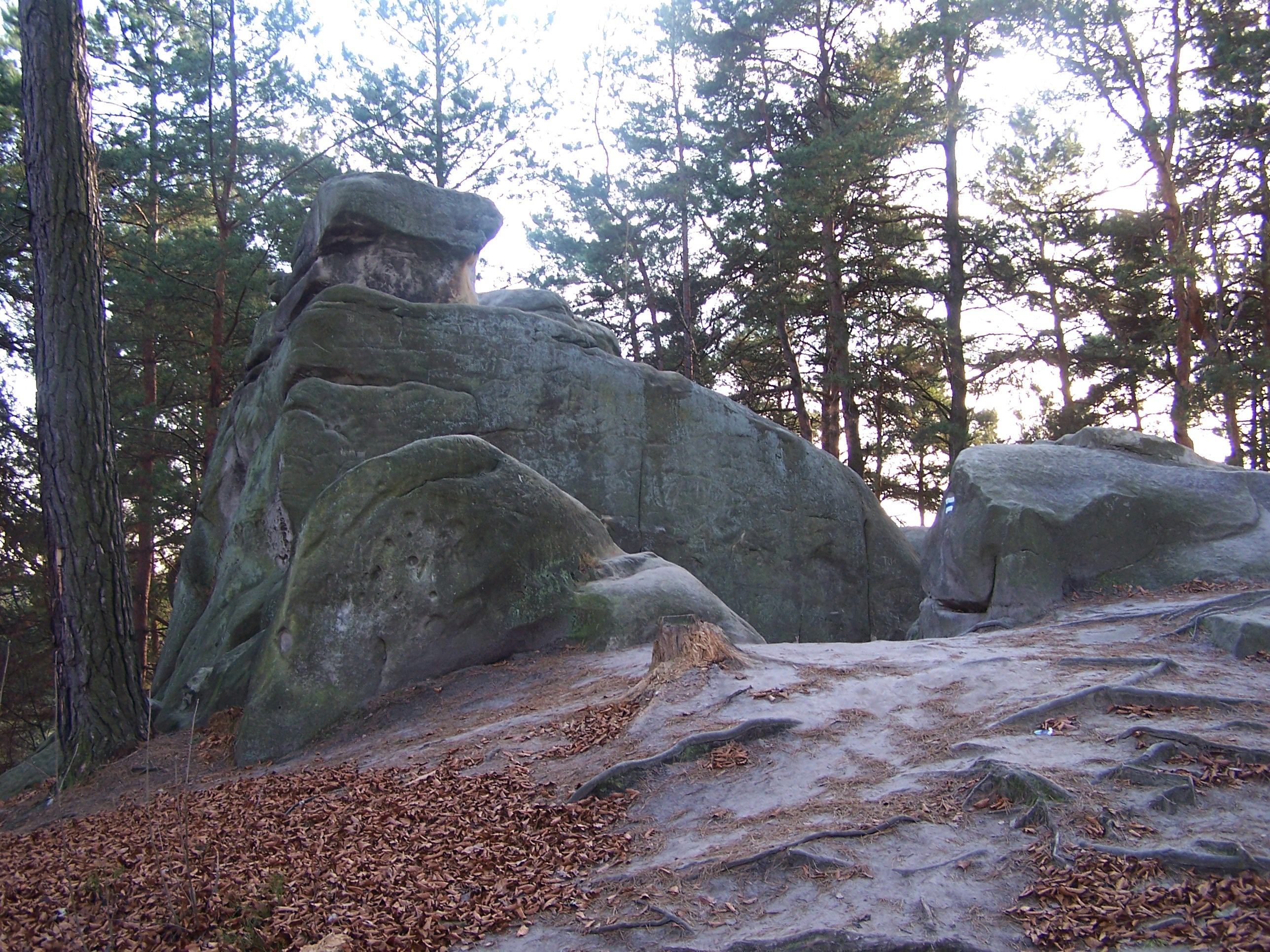
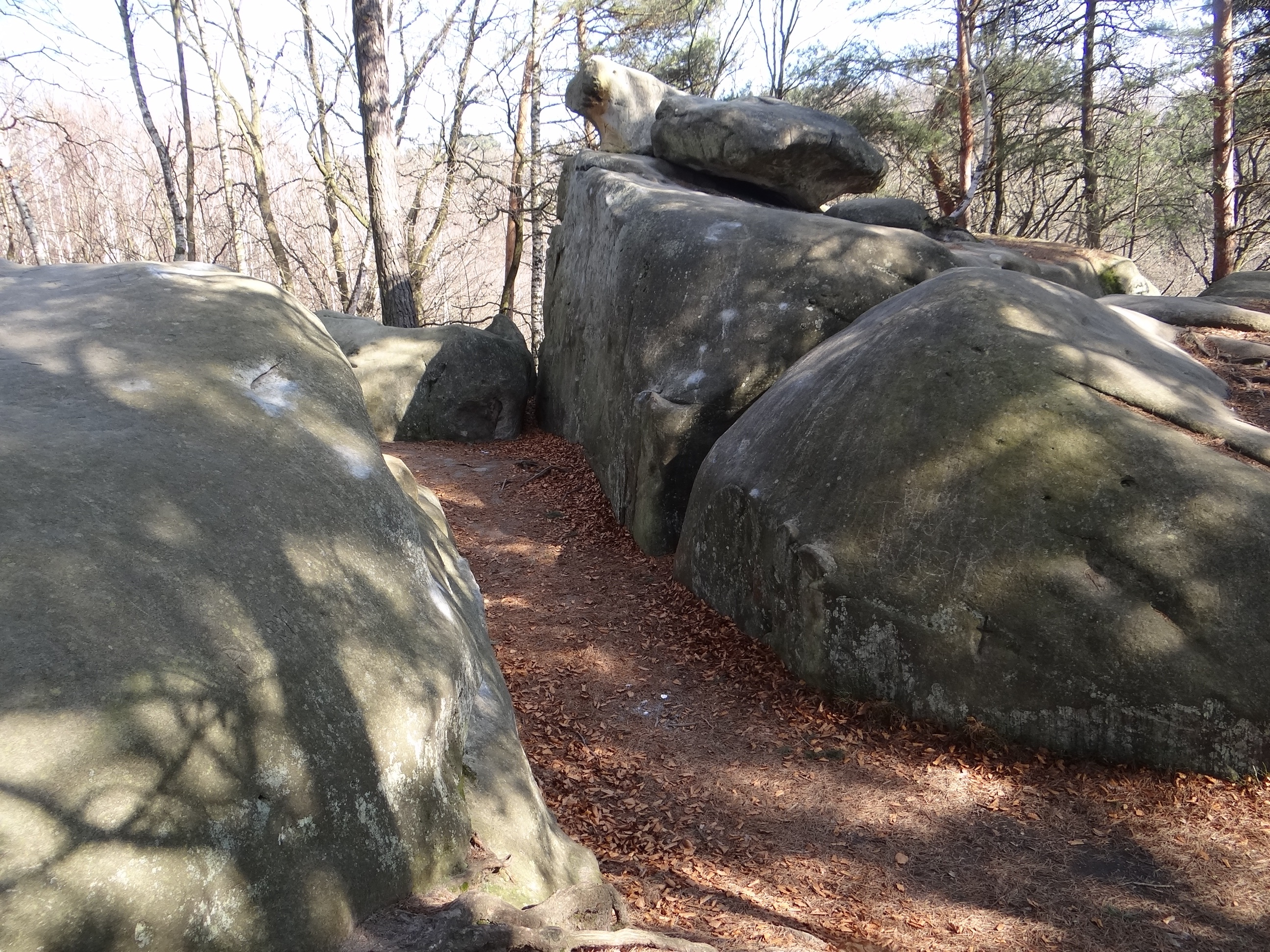
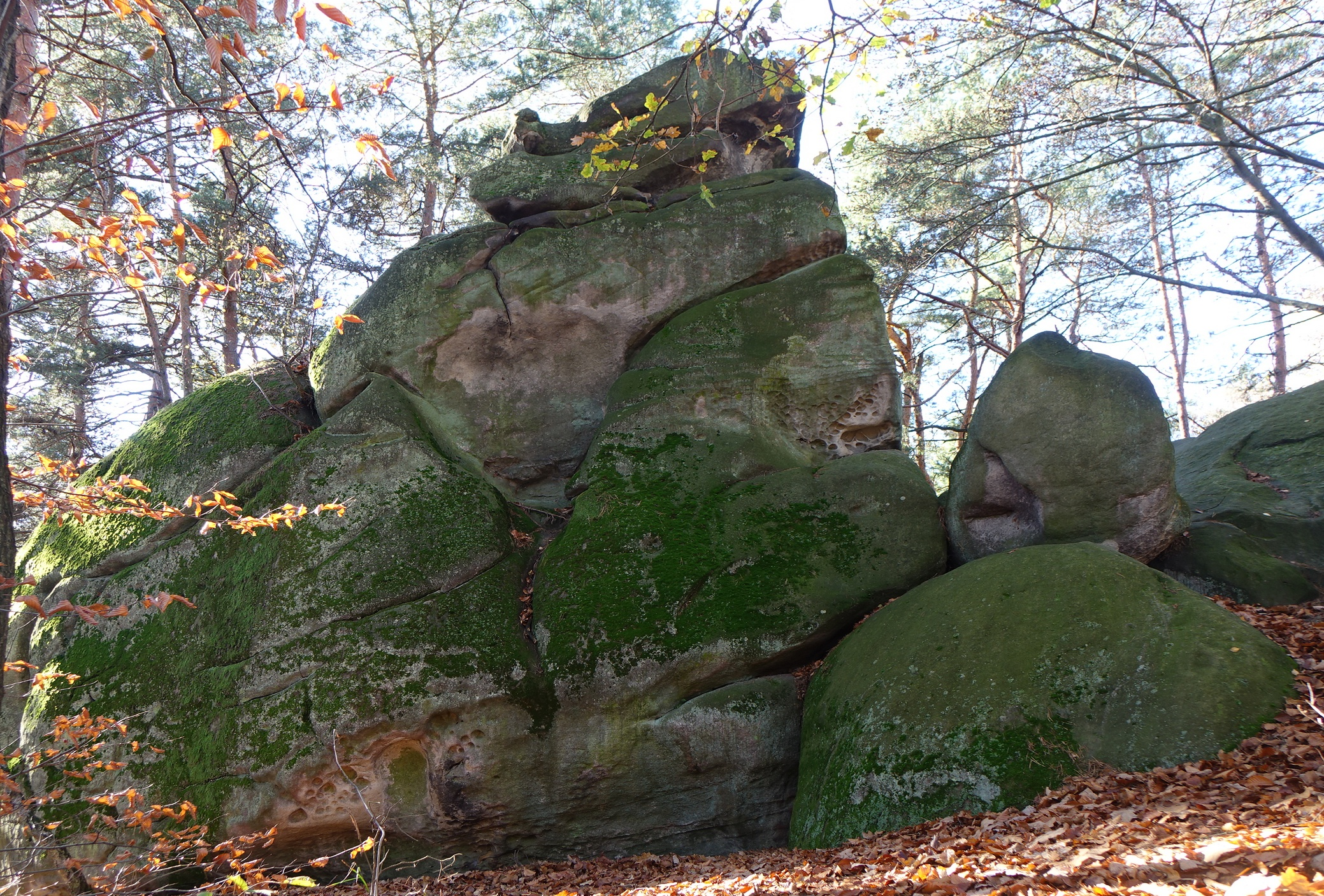
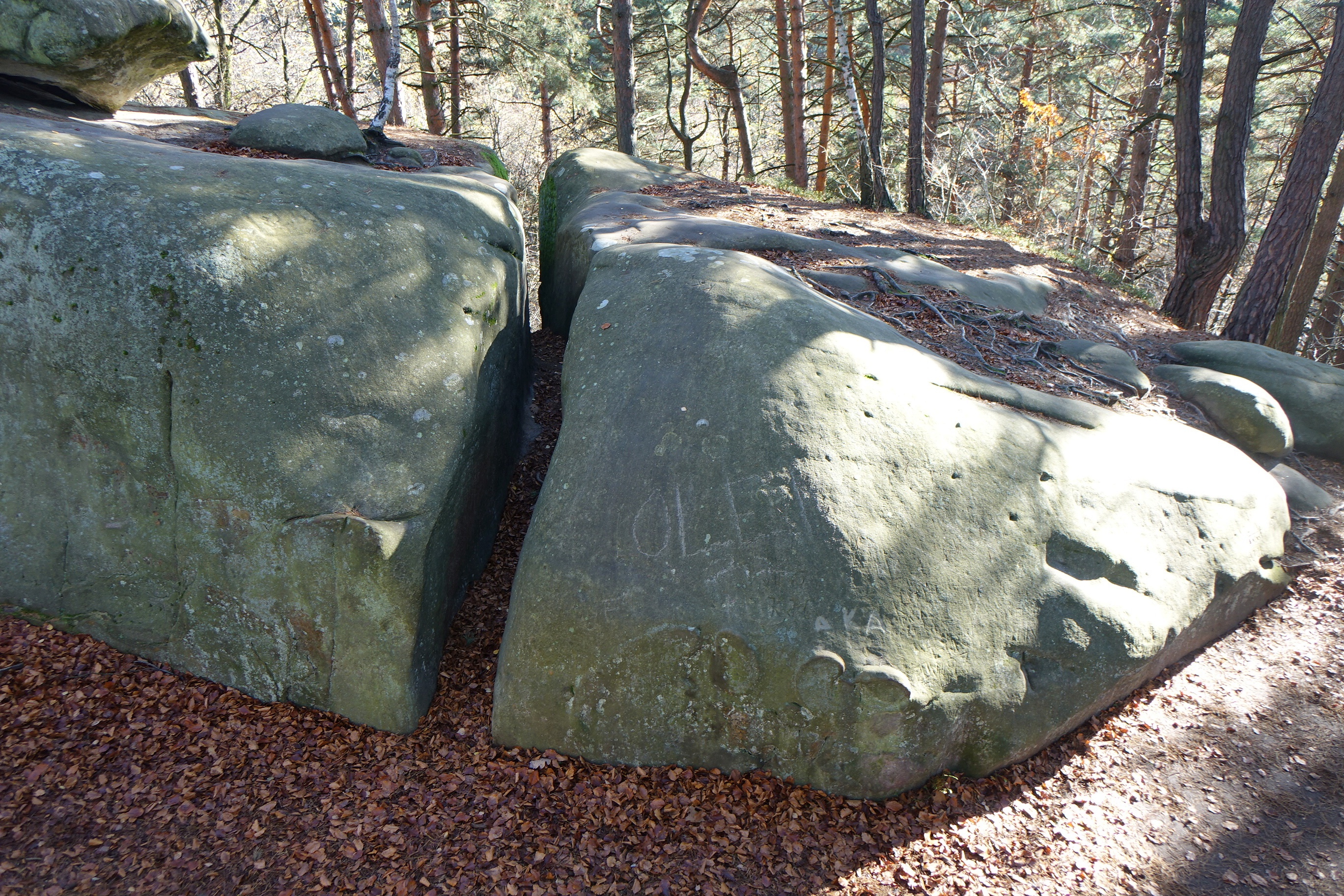
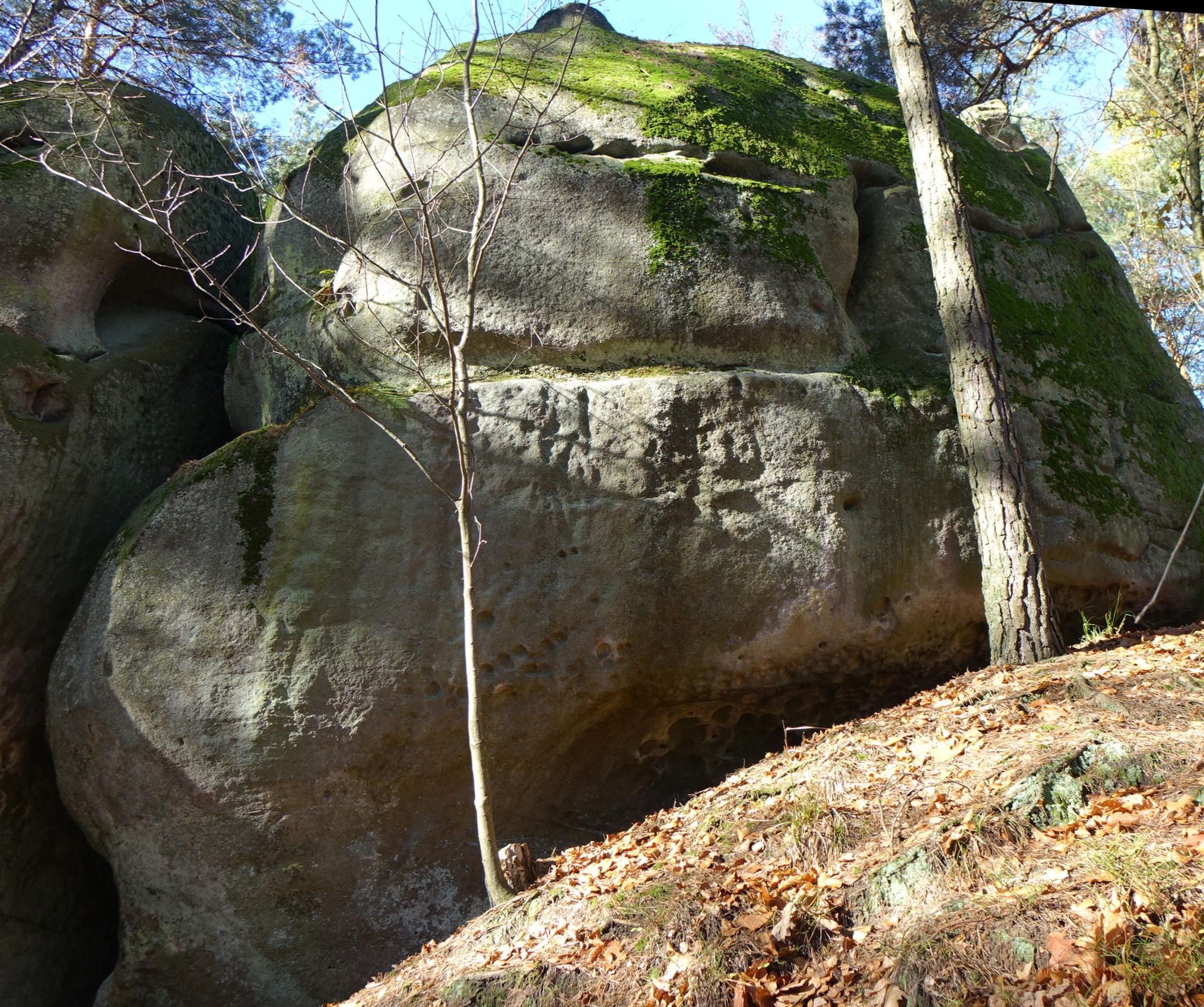